# Eleccions legislatives eslovenes de 2000
Les Eleccions legislatives eslovenes de 2000 se celebraren el 15 d'octubre de 2000 per a renovar els 90 membres de l'Assemblea Nacional d'Eslovènia. El partit més votat fou el Liberal Democràcia d'Eslovènia, i el seu líder Anton Rop fou nomenat primer ministre d'Eslovènia.

## Resultats
|                             |                                                         |           |       |         |     |
| Partits                     | Partits                                                 | Vots      | %     | Escons  | +/- |
|                             | Liberal Democràcia d'Eslovènia (LDS)                    | 390.306   | 36,26 | 34 / 90 | 9   |
|                             | Partit Social Democràtic Eslovè (SDSS)                  | 170.228   | 15,81 | 14 / 90 | 2   |
|                             | Llista Unida dels Socialdemòcrates (ZLSD)               | 130.039   | 12,08 | 11 / 90 | 2   |
|                             | Partit Popular Eslovè (SLS)                             | 102.691   | 9,54  | 9 / 90  | 20  |
|                             | Nova Eslovènia – Partit Popular Cristià (NSi)           | 93.247    | 8,66  | 8 / 90  | Nou |
|                             | Partit Democràtic dels Pensionistes d'Eslovènia (DeSUS) | 55.634    | 5,17  | 4 / 90  | 1   |
|                             | Partit Nacional Eslovè (SNS)                            | 42.214    | 4,39  | 4 / 90  | =   |
|                             | Partit dels Joves d'Eslovènia (SMS)                     | 46.674    | 4,34  | 4 / 90  | Nou |
|                             | Altres                                                  | 40.447    | 3,76  | -       | -   |
|                             | Minories hongaresa i italiana                           | —         | —     | 2 / 90  | =   |
| Total (participació 70,14%) | Total (participació 70,14%)                             | 1.076.520 | 100.0 | 90      |     |